# Elesbão Veloso (kommun)
Elesbão Veloso är en kommun i Brasilien.   Den ligger i delstaten Piauí, i den östra delen av landet, 1 200 km nordost om huvudstaden Brasília. Antalet invånare är 14 499.
Följande samhällen finns i Elesbão Veloso:
- Elesbão Veloso

Omgivningarna runt Elesbão Veloso är huvudsakligen savann. Runt Elesbão Veloso är det glesbefolkat, med 11 invånare per kvadratkilometer.